# Copa do Mundo de Futebol Feminino Sub-20 de 2012
A Copa do Mundo de Futebol Feminino Sub-20 de 2012 foi a sexta edição do evento organizado pela Federação Internacional de Futebol (FIFA) e realizada entre 19 de agosto e 8 de setembro no Japão.
Originalmente o torneio deveria ser organizado pelo Vietnã, mas como não foram apresentadas as garantias governamentais para a realização do evento, a FIFA transferiu a organização para o Uzbequistão, conforme designado em 3 de março de 2011. Porém em dezembro do mesmo ano o Comitê Executivo da FIFA decidiu excluir o Uzbequistão como sede devido a problemas logísticos e técnicos. Logo foi anunciada a possibilidade de o Japão sediar o torneio e a confirmação foi dada em janeiro de 2012, após um anúncio conjunto da FIFA e da Associação Japonesa de Futebol (JFA).
Havia a possibilidade de alteração no formato do torneio, expandido de 16 para 24 o número de seleções participantes, mas ao final foi mantido o número de seleções das últimas edições.

## Seleções qualificadas
| Confederação                                  | Torneio de qualificação                 | Classificado (s)                         |
| --------------------------------------------- | --------------------------------------- | ---------------------------------------- |
| AFC (Ásia)                                    | Campeonato Asiático Sub-19 de 2011      | Coreia do Norte China Coreia do Sul[AFC] |
| CAF (África)                                  | Campeonato Africano Sub-20 de 2012      | Gana Nigéria                             |
| CONCACAF (América do Norte, Central e Caribe) | Campeonato da CONCACAF Sub-20 de 2012   | Estados Unidos Canadá México             |
| CONMEBOL (América do Sul)                     | Campeonato Sul-Americano Sub-20 de 2012 | Brasil Argentina                         |
| OFC (Oceania)                                 | Campeonato da Oceania Sub-20 de 2012    | Nova Zelândia                            |
| UEFA (Europa)                                 | Campeonato Europeu Sub-19 de 2011       | Alemanha Noruega Itália Suíça            |
| País sede                                     | País sede                               | Japão                                    |

- AFC. ^ A Coreia do Sul se classificou após o Japão entrar como país sede

## Cidades e estádios
Em 31 de março, o Comitê Organizador Local anunciou as cidades-sede e os estádios utilizados no torneio:
| Miyagi                            | Saitama                                 | Tóquio                                       | Kobe                                                 | Hiroshima                             |
| --------------------------------- | --------------------------------------- | -------------------------------------------- | ---------------------------------------------------- | ------------------------------------- |
| Estádio Miyagi Capacidade: 49 133 | Estádio Urawa Komaba Capacidade: 21 500 | Estádio Olímpico Nacional Capacidade: 48 000 | Kobe Universiade Memorial Stadium Capacidade: 45 000 | Hiroshima Big Arch Capacidade: 50 000 |
|                                   |                                         |                                              |                                                      |                                       |

## Arbitragem
Os seguintes árbitros foram designados para o torneio:
| Árbitro                 | Assistentes                                  |
| CAF                     | CAF                                          |
| ----------------------- | -------------------------------------------- |
| SEN Fadouma Dia         | TOG Mana Dzodope MAR Souad Oulhaj            |
| CONMEBOL                |                                              |
| BRA Ana Marques         | ARG Mariana de Almeida COL Luzmila González  |
| UEFA                    |                                              |
| ROU Teodora Albon       | ROU Petruta Iugulescu CYP Angela Kyriakou    |
| GER Christine Baitinger | ENG Natalie Aspinall ENG Sian Massey         |
| SWE Pernilla Larsson    | CRO Sanja Rodak SVK Maria Sukenikova         |
| ITA Silvia Spinelli     | FRA Karine Vives Solana FRA Manuela Nicolosi |
| SUI Esther Staubli      | SUI Eveline Bolli BEL Ella de Vries          |

| Árbitro                   | Assistentes                              |
| AFC                       | AFC                                      |
| ------------------------- | ---------------------------------------- |
| SIN Abirami Apbai         | KOR Lee Seul-Gi VIE Kieu Thi Thuy        |
| CHN Qin Liang             | CHN Cui Yongmei CHN Fang Yan             |
| JPN Nami Sato             | JPN Emi Chiba THA Praphaiphit Tarik      |
| JPN Fusako Kajiyama[RES]  | JPN Shiho Ayukai CHN Liang Jianping      |
| CONCACAF                  |                                          |
| USA Margaret Domka        | SLV Emperatriz Ayala CUB Elizabeth Cuff  |
| GUY Dianne Ferreira-James | CRC Kimberly Moreira GUA Marisol Salazar |
| MEX Lucila Venegas        | MEX Enedina Caudillo MEX Lixy Enríquez   |

- RES. ^ Trio reserva

## Fase de grupos
As 16 equipes classificadas foram divididas em quatro grupos de quatro equipes cada. Todas se enfrentaram dentro dos grupos, num total de três partidas. O vencedor e o segundo colocado de cada grupo avançaram as quartas-de-final. O sorteio que determinou a composição dos grupos foi realizado em 4 de junho de 2012, em Tóquio.
|  | Equipes classificadas às quartas-de-final |
|  | Equipes eliminadas                        |

Todas as partidas seguem o fuso horário local (UTC+9).

### Grupo A
| Seleção       | P | J | V | E | D | GP | GC | SG |
| ------------- | - | - | - | - | - | -- | -- | -- |
| Japão         | 7 | 3 | 2 | 1 | 0 | 10 | 3  | +7 |
| México        | 6 | 3 | 2 | 0 | 1 | 7  | 4  | +3 |
| Nova Zelândia | 4 | 3 | 1 | 1 | 1 | 4  | 7  | –3 |
| Suíça         | 0 | 3 | 0 | 0 | 3 | 1  | 8  | –7 |

| 19 de agosto | Nova Zelândia           | 2 – 1     | Suíça          | Estádio Miyagi, Miyagi                    |
| 16:20        | Millynn 39' · White 52' | Relatório | Aigbogun 90+1' | Público: 9 542 Árbitro: SIN Abirami Apbai |

| 19 de agosto | Japão                                                          | 4 – 1     | México       | Estádio Miyagi, Miyagi                          |
| 19:20        | Shibata 32' · Naomoto 56' · Yokoyama 77' · Y. Tanaka 89' (pen) | Relatório | Huerta 90+1' | Público: 9 542 Árbitro: GER Christine Baitinger |

| 22 de agosto | México                     | 2 – 0     | Suíça | Estádio Miyagi, Miyagi                  |
| 16:20        | Huerta 46' · Jiménez 90+1' | Relatório |       | Público: 9 061 Árbitro: BRA Ana Marques |

| 22 de agosto | Japão                         | 2 – 2     | Nova Zelândia                 | Estádio Miyagi, Miyagi                      |
| 19:20        | Y. Tanaka 37' · Michigami 71' | Relatório | Nakada 11' (g.c.) · White 15' | Público: 9 061 Árbitro: ITA Silvia Spinelli |

| 26 de agosto | México                                                  | 4 – 0     | Nova Zelândia | Kobe Universiade Memorial Stadium, Kobe   |
| 19:20        | Huerta 47' · Gómez Junco 74' · Franco 85' · Jiménez 87' | Relatório |               | Público: 4 659 Árbitro: ROU Teodora Albon |

| 26 de agosto | Suíça | 0 – 4     | Japão                                                  | Estádio Olímpico Nacional, Tóquio           |
| 19:20        |       | Relatório | Y. Tanaka 30', 47' · Nishikawa 52' · Naomoto 84' (pen) | Público: 16 914 Árbitro: USA Margaret Domka |

### Grupo B
| Seleção       | P | J | V | E | D | GP | GC | SG |
| ------------- | - | - | - | - | - | -- | -- | -- |
| Nigéria       | 7 | 3 | 2 | 1 | 0 | 7  | 1  | +6 |
| Coreia do Sul | 6 | 3 | 2 | 0 | 1 | 4  | 2  | +2 |
| Brasil        | 2 | 3 | 0 | 2 | 1 | 2  | 4  | –2 |
| Itália        | 1 | 3 | 0 | 1 | 2 | 1  | 7  | –6 |

| 19 de agosto | Brasil       | 1 – 1     | Itália     | Estádio Urawa Komaba, Saitama              |
| 15:00        | Amanda 90+2' | Relatório | Linari 38' | Público: 2 511 Árbitro: USA Margaret Domka |

| 19 de agosto | Nigéria                    | 2 – 0     | Coreia do Sul | Estádio Urawa Komaba, Saitama                     |
| 18:00        | Okobi 15' · Oparanozie 67' | Relatório |               | Público: 2 511 Árbitro: GUY Dianne Ferreira-James |

| 22 de agosto | Brasil                | 1 – 1     | Nigéria    | Estádio Urawa Komaba, Saitama              |
| 15:00        | Giovanna Oliveira 87' | Relatório | Ordega 44' | Público: 2 539 Árbitro: SUI Esther Staubli |

| 22 de agosto | Itália | 0 – 2     | Coreia do Sul                       | Estádio Urawa Komaba, Saitama              |
| 18:00        |        | Relatório | Lee Geum-Min 54' · Jeoun Eun-Ha 56' | Público: 2 539 Árbitro: MEX Lucila Venegas |

| 26 de agosto | Itália | 0 – 4     | Nigéria                              | Kobe Universiade Memorial Stadium, Kobe |
| 16:20        |        | Relatório | Ordega 22', 40', 47' · Igbinovia 86' | Público: 4 659 Árbitro: CHN Qin Liang   |

| 26 de agosto | Coreia do Sul         | 2 – 0     | Brasil | Estádio Olímpico Nacional, Tóquio                |
| 16:20        | Jeoun Eun-Ha 74', 82' | Relatório |        | Público: 16 914 Árbitro: GER Christine Baitinger |

### Grupo C
| Seleção         | P | J | V | E | D | GP | GC | SG  |
| --------------- | - | - | - | - | - | -- | -- | --- |
| Coreia do Norte | 9 | 3 | 3 | 0 | 0 | 15 | 3  | +12 |
| Noruega         | 6 | 3 | 2 | 0 | 1 | 8  | 6  | +2  |
| Canadá          | 3 | 3 | 1 | 0 | 2 | 8  | 4  | +4  |
| Argentina       | 0 | 3 | 0 | 0 | 3 | 1  | 19 | –18 |

| 20 de agosto | Coreia do Norte                                                | 4 – 2     | Noruega                        | Kobe Universiade Memorial Stadium, Kobe    |
| 16:00        | Yun Hyon-Hi 15', 40' (pen) · Kim Un-Hwa 72' · Kim Su-Gyong 77' | Relatório | Hansen 23' · Ad. Hegerberg 54' | Público: 3 468 Árbitro: MEX Lucila Venegas |

| 20 de agosto | Argentina | 0 – 6     | Canadá                                                                      | Kobe Universiade Memorial Stadium, Kobe    |
| 19:00        |           | Relatório | Zadorsky 7' (pen) · Sawicki 20' · Leon 22', 42', 45+1' · Charron Delage 86' | Público: 3 468 Árbitro: SUI Esther Staubli |

| 23 de agosto | Coreia do Norte                                                                     | 9 – 0     | Argentina | Kobe Universiade Memorial Stadium, Kobe |
| 16:00        | Yun Hyon-Hi 16' · Kim Un-Hwa 26', 30', 41', 45+2', 56' · Kim Su-Gyong 38', 44', 55' | Relatório |           | Público: 3 144 Árbitro: SEN Fadouma Dia |

| 23 de agosto | Noruega                               | 2 – 1     | Canadá         | Kobe Universiade Memorial Stadium, Kobe |
| 19:00        | Ad. Hegerberg 52' · An. Hegerberg 79' | Relatório | Richardson 44' | Público: 3 144 Árbitro: CHN Qin Liang   |

| 27 de agosto | Noruega                                                  | 4 – 1     | Argentina  | Estádio Miyagi, Miyagi                |
| 19:00        | Haavi 25' · Hansen 70' · An. Hegerberg 85' · Skaug 90+3' | Relatório | Oviedo 82' | Público: 1 712 Árbitro: JPN Nami Sato |

| 27 de agosto | Canadá     | 1 – 2     | Coreia do Norte                        | Estádio Urawa Komaba, Saitama                |
| 19:00        | Exeter 12' | Relatório | Kim Un-Hwa 33' · Yun Hyon-Hi 78' (pen) | Público: 4 182 Árbitro: SWE Pernilla Larsson |

### Grupo D
| Seleção        | P | J | V | E | D | GP | GC | SG |
| -------------- | - | - | - | - | - | -- | -- | -- |
| Alemanha       | 9 | 3 | 3 | 0 | 0 | 8  | 0  | +8 |
| Estados Unidos | 4 | 3 | 1 | 1 | 1 | 5  | 4  | +1 |
| China          | 4 | 3 | 1 | 1 | 1 | 2  | 5  | –3 |
| Gana           | 0 | 3 | 0 | 0 | 3 | 0  | 6  | –6 |

| 20 de agosto | Gana | 0 – 4     | Estados Unidos                           | Hiroshima Big Arch, Hiroshima             |
| 16:00        |      | Relatório | Addai 20' (g.c.) · Hayes 50', 74', 90+2' | Público: 2 582 Árbitro: ROU Teodora Albon |

| 20 de agosto | Alemanha                                                          | 4 – 0     | China | Hiroshima Big Arch, Hiroshima           |
| 19:00        | Lotzen 3' · Hegenauer 45' · Lin Yuping 74' (g.c.) · Wensing 90+1' | Relatório |       | Público: 2 582 Árbitro: BRA Ana Marques |

| 23 de agosto | Gana | 0 – 1     | Alemanha     | Hiroshima Big Arch, Hiroshima         |
| 16:00        |      | Relatório | Magull 90+1' | Público: 3 559 Árbitro: JPN Nami Sato |

| 23 de agosto | Estados Unidos | 1 – 1     | China         | Hiroshima Big Arch, Hiroshima                |
| 19:00        | Hayes 36'      | Relatório | Shen Lili 19' | Público: 3 559 Árbitro: SWE Pernilla Larsson |

| 27 de agosto | Estados Unidos | 0 – 3     | Alemanha                      | Estádio Miyagi, Miyagi                    |
| 16:00        |                | Relatório | Lotzen 35', 53' · Leupolz 55' | Público: 1 712 Árbitro: SIN Abirami Apbai |

| 27 de agosto | China          | 1 – 0     | Gana | Estádio Urawa Komaba, Saitama                     |
| 16:00        | Zhao Xindi 35' | Relatório |      | Público: 4 182 Árbitro: GUY Dianne Ferreira-James |

## Fase final
|  | Quartas de final       | Quartas de final       |                        |       | Semifinais     | Semifinais     |  |  | Final                  | Final |
|  |                        |                        |                        |       |                |                |  |  |                        |       |
|  | 30 de agosto – Tóquio  |                        |                        |       |                |                |  |  |                        |       |
|  |                        |                        |                        |       |                |                |  |  |                        |       |
|  | Nigéria (pro)          | 1                      |                        |       |                |                |  |  |                        |       |
|  | Nigéria (pro)          | 1                      | 4 de setembro – Tóquio |       |                |                |  |  |                        |       |
|  | México                 | 0                      |                        |       |                |                |  |  |                        |       |
|  | México                 | 0                      | Nigéria                | 0     |                |                |  |  |                        |       |
|  | 31 de agosto – Saitama |                        | Nigéria                | 0     |                |                |  |  |                        |       |
|  |                        | Estados Unidos         | 2                      |       |                |                |  |  |                        |       |
|  | Coreia do Norte        | Estados Unidos         | 2                      | 1     |                |                |  |  |                        |       |
|  | Coreia do Norte        |                        | 8 de setembro – Tóquio | 1     |                |                |  |  |                        |       |
|  | Estados Unidos (pro)   | 2                      |                        |       |                |                |  |  |                        |       |
|  | Estados Unidos (pro)   | 2                      | Estados Unidos         | 1     |                |                |  |  |                        |       |
|  | 30 de agosto – Tóquio  |                        | Estados Unidos         | 1     |                |                |  |  |                        |       |
|  |                        | Alemanha               | 0                      |       |                |                |  |  |                        |       |
|  | Japão                  | Alemanha               | 0                      | 3     |                |                |  |  |                        |       |
|  | Japão                  | 4 de setembro – Tóquio |                        | 3     |                |                |  |  |                        |       |
|  | Coreia do Sul          | 1                      |                        |       |                |                |  |  |                        |       |
|  | Coreia do Sul          | 1                      | Japão                  | 0     | Terceiro lugar | Terceiro lugar |  |  |                        |       |
|  | 31 de agosto – Saitama |                        | Japão                  | 0     | Terceiro lugar | Terceiro lugar |  |  |                        |       |
|  |                        | Alemanha               | 3                      |       |                |                |  |  |                        |       |
|  | Alemanha               | Alemanha               | 3                      | 4     | Nigéria        | 1              |  |  |                        |       |
|  | Alemanha               |                        |                        | 4     | Nigéria        | 1              |  |  |                        |       |
|  | Noruega                | 0                      |                        | Japão | 2              |                |  |  |                        |       |
|  | Noruega                | 0                      |                        |       | 2              |                |  |  |                        |       |
|  |                        |                        |                        |       |                |                |  |  | 8 de setembro – Tóquio |       |
|  |                        |                        |                        |       |                |                |  |  |                        |       |

### Quartas de final
| 30 de agosto | Nigéria         | 1 – 0 (pro) | México | Estádio Olímpico Nacional, Tóquio          |
| 16:00        | Oparanozie 109' | Relatório   |        | Público: 24 097 Árbitro: SIN Abirami Apbai |

| 30 de agosto | Japão                           | 3 – 1     | Coreia do Sul    | Estádio Olímpico Nacional, Tóquio          |
| 19:30        | Shibata 8', 19' · Y. Tanaka 37' | Relatório | Jeoun Eun-Ha 15' | Público: 24 097 Árbitro: ROU Teodora Albon |

| 31 de agosto | Alemanha                                  | 4 – 0     | Noruega | Estádio Urawa Komaba, Saitama              |
| 16:00        | Lotzen 5', 20' · Leupolz 7' · Wensing 85' | Relatório |         | Público: 6 284 Árbitro: USA Margaret Domka |

| 31 de agosto | Coreia do Norte  | 1 – 2 (pro) | Estados Unidos                | Estádio Urawa Komaba, Saitama               |
| 19:30        | Kim Su-Gyong 75' | Relatório   | Di Bernardo 52' · Ubogagu 98' | Público: 6 284 Árbitro: ITA Silvia Spinelli |

### Semifinal
| 4 de setembro | Nigéria | 0 – 2     | Estados Unidos       | Estádio Olímpico Nacional, Tóquio           |
| 16:00         |         | Relatório | Brian 22' · Ohai 70' | Público: 28 306 Árbitro: SUI Esther Staubli |

| 4 de setembro | Japão | 0 – 3     | Alemanha                               | Estádio Olímpico Nacional, Tóquio           |
| 19:30         |       | Relatório | Leupolz 1' · Marozsán 13' · Lotzen 19' | Público: 28 306 Árbitro: MEX Lucila Venegas |

### Disputa pelo terceiro lugar
| 8 de setembro | Nigéria        | 1 – 2     | Japão                         | Estádio Olímpico Nacional, Tóquio           |
| 15:30         | Oparanozie 73' | Relatório | Y. Tanaka 24' · Nishikawa 50' | Público: 31 114 Árbitro: USA Margaret Domka |

### Final
| 8 de setembro | Estados Unidos | 1 – 0     | Alemanha | Estádio Olímpico Nacional, Tóquio             |
| 19:20         | Ohai 44'       | Relatório |          | Público: 31 114 Árbitro: SWE Pernilla Larsson |

## Premiações
| Copa do Mundo de Futebol Feminino Sub-20 de 2012 |
| Estados Unidos                                   |
| ------------------------------------------------ |
| ESTADOS UNIDOS Campeão (3º título)               |

### Individuais
| Chuteira de Ouro | Bola de Ouro           | Luva de Ouro       | Fair Play |
| ---------------- | ---------------------- | ------------------ | --------- |
| PRK Kim Un-Hwa   | GER Dzsenifer Marozsán | GER Laura Benkarth | Japão     |

## Artilharia
| 7 gols (1) - PRK Kim Un-Hwa 6 gols (2) - GER Lena Lotzen - JPN Yōko Tanaka 5 gols (1) - PRK Kim Su-Gyong 4 gols (4) - KOR Jeoun Eun-Ha - NGA Francisca Ordega - PRK Yun Hyon-Hi - USA Maya Hayes 3 gols (5) - CAN Adriana Leon - GER Melanie Leupolz - JPN Hanae Shibata - MEX Sofía Huerta - NGA Desire Oparanozie 2 gols (9) - GER Luisa Wensing - JPN Asuka Nishikawa | 2 gols (continuação) - JPN Hikaru Naomoto - MEX Olivia Jiménez - NOR Ada Hegerberg - NOR Andrine Hegerberg - NOR Caroline Hansen - NZL Rosie White - USA Kealia Ohai 1 gol (28) - ARG Yael Oviedo - BRA Amanda - BRA Giovanna Oliveira - CAN Catherine Charron Delage - CAN Christine Exeter - CAN Jaclyn Sawicki - CAN Jenna Richardson - CAN Shelina Zadorsky - CHN Shen Lili - CHN Zhao Xindi - GER Anja Hegenauer - GER Dzsenifer Marozsán - GER Lina Magull | 1 gol (continuação) - ITA Elena Linari - JPN Aya Michigami - JPN Kumi Yokoyama - KOR Lee Geum-Min - MEX Natalia Gómez Junco - MEX Yamile Franco - NGA Ngozi Okobi - NGA Osarenoma Igbinovia - NOR Emilie Haavi - NOR Ina Skaug - NZL Evie Millynn - SUI Eseosa Aigbogun - USA Chioma Ubogagu - USA Morgan Brian - USA Vanessa Di Bernardo Gols-contra (3) - CHN Lin Yuping (para a Alemanha) - GHA Linda Addai (para os Estados Unidos) - JPN Ayu Nakada (para a Nova Zelândia) |